# Eufoda
Eufoda is het platen- en, sedert 1986, cd-label van het Davidsfonds. Het werd na de Tweede Wereldoorlog opgericht en was gebaseerd op de bestaande Europese Fonoclub. Hieruit ontstond de Europese Fonoclub Davidsfonds of Eufoda.
De bedoeling was om kwaliteitsvolle opnamen uit te brengen van Vlaamse en internationale componisten, uitgevoerd door Vlaamse artiesten. Het aanbod varieert van klassiek tot traditionele volksmuziek; zo kreeg een reeks van tien Eufoda-cd's over de Vlaamse polyfonie in 1994 van de Vlaamse regering de eretitel van "Cultureel Ambassadeur van Vlaanderen".
Artiesten die opnamen maakten op Eufoda zijn onder meer:
- 't Kliekske
- Della Bosiers
- Tars Lootens
- Collegium Instrumentale Brugense
- Patrick Peire
- Currende
- Erik van Nevel
- Prima La Musica
- Capilla Flamenca
- het Pianoduo Kolacny
- Tom Beghin
- Jan Michiels
- Bob Boon Singers